# HMS Token
HMS Token (P328) – brytyjski okręt podwodny należący do trzeciej grupy brytyjskich okrętów podwodnych typu T. Został zbudowany jako P328 w stoczni Portsmouth Dockyard. Zwodowano go 19 marca 1943. Jak dotychczas był jedynym okrętem Royal Navy noszącym nazwę „Token”.
Okręt wszedł do służby po zakończeniu II wojny światowej i prowadził relatywnie spokojną służbę w marynarce. Złomowany w Cairn Ryan w marcu 1970.